# Ahmad ibn al-Amin al-Shinqiti
Ahmad ibn al-Amin al-Shinqiti (khoảng 1863–1913) là một trong những nhà văn nổi tiếng nhất của Mauritanie. Ông là tác giả của bản tóm tắt địa lý, văn học và lịch sử Al-Wasit fi tarájim udaba al-Shinqit, (chỉnh sửa bởi Fuad Sayyid), xuất bản tại Cairo năm 1958. Cuộc khảo sát là tác phẩm lớn duy nhất bằng tiếng Ả Rập về Mauritania do một tác giả người Mauritania xuất bản.